# Haus von der Recke
Das Haus von der Recke ist eine ursprünglich „Haus Stockum“ genannte Wasserburg am Westrand des Stadtteils Westhemmerde der Kreisstadt Unna in Nordrhein-Westfalen.

## Geschichte
1451 wurde Engelbracht von Pentlinck als Besitzer der Burg bezeugt. Nach mehrmaligem Besitzerwechsel gelangte sie wieder in die Hände derer von Pentlinck. Von diesen kam es gegen Ende des 16. Jahrhunderts durch Heirat an die Familie von Hugenpoth und im 18. Jahrhundert an die Familie von Vaerst. Am Ende des 18. Jahrhunderts wurden die von der Recke zu Oberfelde die namengebenden Eigentümer. Seit der Mitte des 19. Jahrhunderts ist der Besitz in bürgerlichen Händen.

## Beschreibung
Im Urkataster von 1828 ist Haus von der Recke noch in Form von zwei langen, gegenüber liegenden Gebäuden mit umschließender Gräfte eingezeichnet. Das heutige, laut einer Bauinschrift 1849 errichtete Wohnhaus steht an der Stelle des nördlichen dieser beiden Gebäude. An seinem Nordwesteck schließt sich ein quadratischer, viergeschossiger Wohnturm mit Kamin im Untergeschoss an, der in der Barockzeit eine geschweifte Haube mit Laterne erhalten hat. An dessen Nordwand setzte früher offensichtlich eine Wehrmauer an. Die übrigen Gebäude des Hofes sind neueren Datums. Im Westen des Hofes zeichnet sich noch ein gebogener Gräftenrest ab.

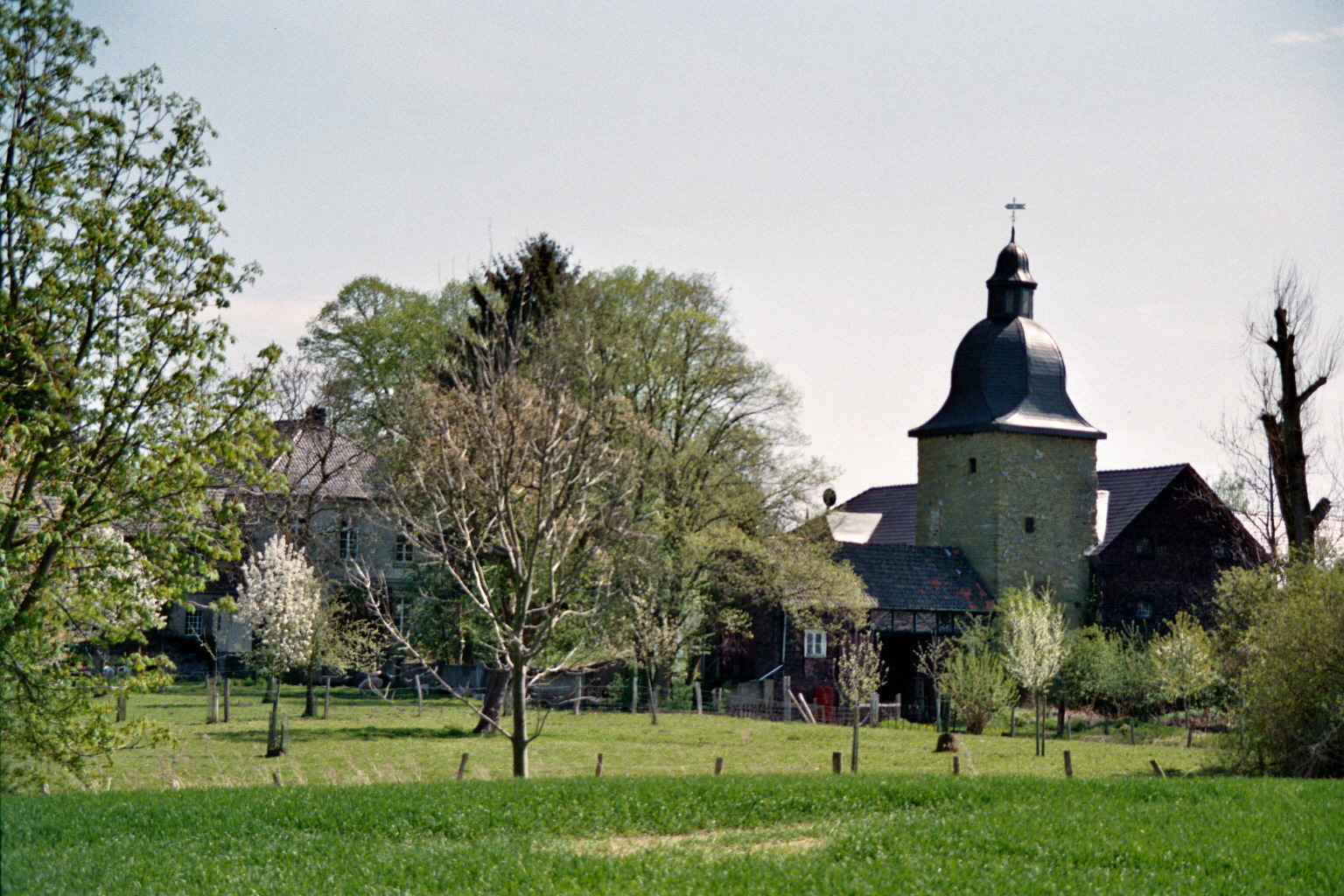
Blick auf die Gesamtanlage